# Bridget Riley
Bridget Louise Riley, CH CBE (* 24. April 1931 in West Norwood, London) ist eine britische Malerin, eine der führenden Vertreterinnen der Op-Art.

## Leben
Riley ist die Tochter eines Armeeoffiziers, der von Beruf Drucker war. Sie verbrachte ihre Kindheit in Cornwall und erhielt von 1946 bis 1948 eine Kunstausbildung am Cheltenham Ladies’ College. Ihr Lehrer Colin Hayes, späterer Tutor am Royal College of Art in London, sorgte dafür, dass sie vom regulären Unterricht freigestellt wurde, um sich ganz der Entfaltung ihrer künstlerischen Begabung widmen zu können. Von 1949 bis 1952 besuchte Riley das Goldsmiths College in London und von 1952 bis 1955 das Royal College of Art, wo sie sich intensiv mit Georges Seurats Werk auseinandersetzte und mit dem Bachelor of Arts abschloss. Nach einem schweren Verkehrsunfall ihres Vaters, den sie über Monate hinweg pflegte, arbeitete sie als Glaswarenverkäuferin, unterrichtete Kinder und trat schließlich in die Werbeagentur von J. Walter Thompson ein, wo sie hauptsächlich an der Ausarbeitung der Motive von Photographien arbeitete. 1960 unternahm sie eine Italienreise, auf der sie sich mit Renaissancewerken wie denen des Piero della Francesca sowie mit dem Futurismus auseinandersetzte.
Ein Lehrauftrag brachte sie im selben Jahr ans Hornsey College of Art, wo ihre ersten Op-Art-Bilder entstanden. 1962 hatte Riley ihre erste Einzelausstellung in der Gallery One in London, 1965 eine – bereits vor Eröffnung ausverkaufte – in der Richard Feigen Gallery in New York. Sie nahm an der Ausstellung The Responsive Eye im Museum of Modern Art (1965) teil.
Sie erhielt 1968 den Internationalen Preis für Malerei der Biennale von Venedig.
1967 begann sie mit Farben zu experimentieren, zunächst nur mit Grau, später auch mit weiteren Farben. Impulse für ihre Farbgestaltung brachte 1981 eine Ägyptenreise.
Ihre drei Ateliers befinden sich in Cornwall, wo sie während des Zweiten Weltkrieges lebte, sowie in Holland Park und im Département Vaucluse. 1983 gestaltete sie die Innenräume des Royal Liverpool Hospital. Im selben Jahr entwarf sie das Bühnenbild für Robert Norths Ballett Colour Moves. Mit Peter Sedgley arbeitete sie am S.P.A.C.E.-Project, dessen Ziel die Einrichtung von Ateliers für junge Künstler war.
Sie war Teilnehmerin der 4. documenta in Kassel im Jahr 1968 und auch auf der Documenta 6 im Jahr 1977 als Künstlerin vertreten. 2012 erhielt die britische Künstlerin den Rubenspreis der Stadt Siegen.

## Werk
Ihre Rosa Landschaft von 1960 ist an Seurats Pointillismus angelehnt, noch gegenständlich, begünstigt sie leuchtende Punkte gegenüber scharfen Formen. In Hidden Squares von 1961 gehen im Auge des Betrachters eigentlich getrennte Flächen mit Kreisen in Flächen mit Quadraten über.
Ihre Fall und Current (1964) genannten Bilder zeigen schwarze, geschwungene Linien, die eine Wellenbewegung vortäuschen. Die späteren Werke Cataract (1967), die Streak-Serie (etwa Streak 2, 1979) und Rill (1976) verstärken den Effekt mittels Farben.
Optische Illusionen im Sinne der Op Art setzten sich in Werken wie Blaze 1 (1962) fort, in dem ein konzentrisches Zickzackmuster den Eindruck einer vibrierenden und rotierenden Spirale erzeugt. Shiver von 1964 erzeugt mittels Reihen von vielen kleinen, unterschiedlich geneigten Dreiecken eine Wahrnehmung einer nicht vorhandenen Krümmung. Bilder der Art von Static 1 (1966) beruhen auf dem Effekt, dass die Wahrnehmung des Menschen lose Punkte zu ähnlichen Strukturen wie bei magnetischen Feldlinien verbindet.
Bilder wie Paen (1973) zeigen Aneinanderreihungen von vertikalen Streifen unterschiedlicher Färbung, von denen beim Betrachten Streifengruppen in einem ständigen Wechsel fokussiert werden und wieder in den Hintergrund treten. In Zing 1 (1971) wechseln sich rote, blaue und grüne Streifen, abschnittsweise diagonal – wie reflektiertes Licht – innerhalb von vertikalen Balken ab, so dass horizontale Segmente hervorzutreten scheinen.
Ihre überwiegend großformatigen Werke entstehen in einem mehrere Monate dauernden Schaffensprozess. Dabei fertigt sie zunächst kleinformatige Studien an, um sich deren Wirkung zu versichern. Die Farben, die eine wichtige Rolle für die Wirkung ihrer späteren Werke ausmachen, mischt sie selbst. Ein bereits großformatiger Prototyp wird mit Gouache erstellt. Das endgültige Bild entsteht schließlich auf einer Leinwand, die sie liniert, mit Acrylfarbe grundiert, und schließlich per Hand – zuweilen mit der Hilfe von Assistenten – mit Ölfarbe bemalt. Dabei ist hohe Präzision gefragt, da selbst kleine geometrische oder farbliche Ungenauigkeiten den optischen Effekt beeinträchtigen können.

## Auszeichnungen
- 1963: Preis der John Moore's Liverpool Exhibition
- 1963: AICA Critics Prize
- 1964: Stipendium der Stuyvesant Foundation
- 1968: Internationaler Preis für Malerei der 34. Biennale von Venedig
- 1998: Aufnahme in den Order of the Companions of Honour
- 2003: Praemium Imperiale
- 2006: Aufnahme in die American Academy of Arts and Sciences als auswärtiges Ehrenmitglied
- 2009: Goslarer Kaiserring
- 2012: Rubenspreis der Stadt Siegen
- 2022: Auswärtiges Ehrenmitglied der American Academy of Arts and Letters[3]

## Ausstellungen
- 2023: Wall Works 1983–2023. Galerie Max Hetzler, Berlin[4]